# Buziaș

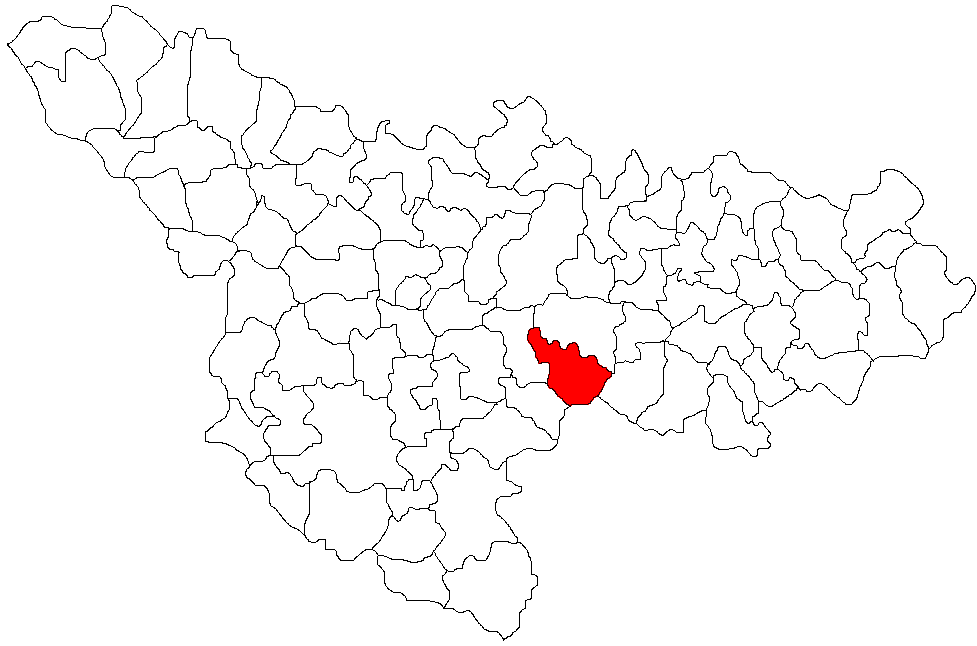
Lage von Buziaș im Kreis Timiș

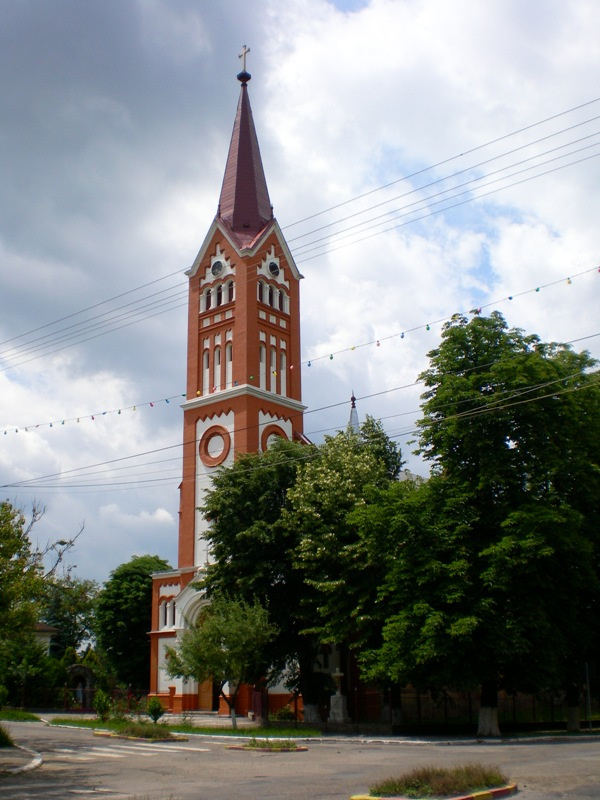
Römisch-katholische Kirche

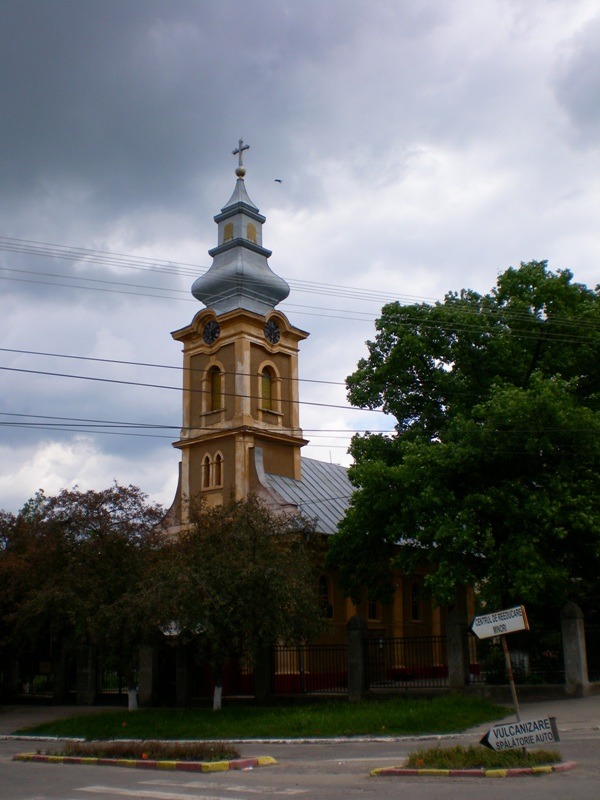
Orthodoxe Kirche

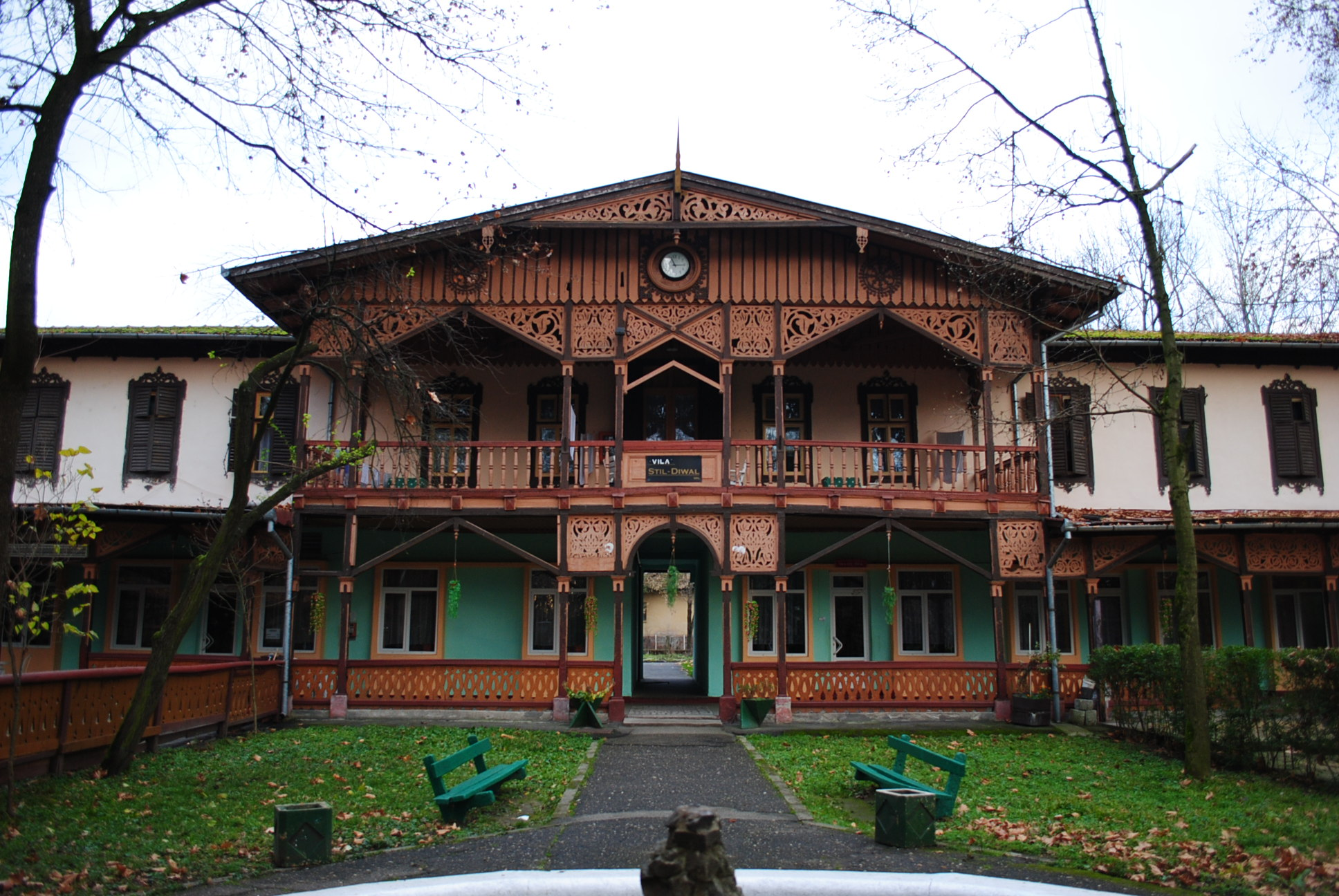
Kuranlage in Buziaș

Buziaș (deutsch (Bad) Busiasch, ungarisch Buziásfürdő oder Buziás) ist eine Kleinstadt im Kreis Timiș, Banat, Rumänien. Nach der Volkszählung im Jahr 2002 hatte Buziaș 7738 Einwohner. Die Zahl sank bis zum Jahre 2011 auf 7023 Einwohner.

## Geografische Lage
Buziaș liegt am Rande der Silascher Weinhügel. Die Ortschaft befindet sich in der Mitte der Landstraße Timișoara – Lugoj und verfügt auch über eine Bahnverbindung zu beiden Städten. Buzias ist 25 Kilometer von der Stadt Lugoj und 34 Kilometer von Timișoara entfernt.

## Nachbarorte
| Bacova         | Hitiaș                                      | Racovița    |
| Sacoșu Turcesc | Kompassrose, die auf Nachbargemeinden zeigt | Darova      |
| Nițchidorf     | Silagiu                                     | Sacoșu Mare |

## Geschichte
An der Stelle, wo heute Buziaș liegt, gab es schon im Jahre 101 n. Chr. eine römische Festung namens Ahihis. Dokumentarisch belegt ist Buziaș seit 1320, als es von König Karl Robert von Anjou an Adlige verschenkt wurde. 
Nach dem Frieden von Passarowitz am  21. Juli 1718 wurde das Banat nach 164 Jahren Türkenherrschaft der Habsburgermonarchie angeschlossen und als kaiserliche Kron- und Kammerdomäne der Wiener Reichsregierung unterstellt. Es begann die habsburgische Kolonisation des Banats durch die sogenannten Schwabenzüge.
Zwischen 1782 und 1821 wurden hier Deutsche angesiedelt.
Im Jahr 1886 wurde Buzias Gastgeber des 13. Kongresses für Ärzte und Naturalisten aus Ungarn und Siebenbürgen, an dem auch Fachleute aus Europa und Asien teilnahmen. Kaiser Franz Joseph I. und Kronprinz Franz Ferdinand haben Buzias im Jahr 1898 besucht und hier gewohnt, als sie an einem Militärmanöver teilgenommen haben. Die frühere Kaiservilla ist noch immer zu sehen.
Am 4. Juni 1920 wurde das Banat infolge des Vertrags von Trianon dreigeteilt. Der größte, östliche Teil, zu dem auch Busiasch gehörte, fiel an das Königreich Rumänien.
Infolge des Waffen-SS-Abkommens vom 12. Mai 1943 zwischen der Antonescu-Regierung und Hitler-Deutschland wurden alle deutschstämmigen wehrpflichtigen Männer in die deutsche Armee eingezogen. Noch vor Kriegsende, im Januar 1945, fand die Deportation aller volksdeutschen Frauen zwischen 18 und 30 Jahren und Männer im Alter von 16 bis 45 Jahren zur Aufbauarbeit in die Sowjetunion statt.
Das Bodenreformgesetz vom 23. März 1945, das die Enteignung der deutschen Bauern in Rumänien vorsah, entzog der ländlichen Bevölkerung die Lebensgrundlage. Der enteignete Boden wurde an Kleinbauern, Landarbeiter und Kolonisten aus anderen Landesteilen verteilt. Anfang der 1950er Jahre wurde die Kollektivierung der Landwirtschaft eingeleitet. 
Durch das Nationalisierungsgesetz vom 11. Juni 1948, das die Verstaatlichung aller Industrie- und Handelsbetriebe, Banken und Versicherungen vorsah, fand die Enteignung aller Wirtschaftsbetriebe unabhängig von der ethnischen Zugehörigkeit statt.
Im Jahr 1956 erhielt Buziaș Stadtrecht.

## Tourismus

### Mineralwasserquellen
Das Buziașer Mineralwasser ist bis heute eines der gefragtesten Heil- und Tafelwasser des Banats. Schon die Römer haben die Heilkraft des kohlensäurehaltigen Mineralwassers genutzt. Eine erste chemische Analyse des Mineralwassers fand 1796 statt, aber seine Heilkraft wurde erst Anfang des 19. Jahrhunderts erkannt. Die kohlensäurehaltigen Mineralquellen wurden erstmals von Dr. Johann Bernhard Lindenmayr zwischen 1805 und 1811 entdeckt. Die ersten Gäste kurten 1811, indem sie Mineralwasser tranken. Später wurde darin auch gebadet. Die bekannteste Heilwasserquelle ist die Josef-Quelle. 1839 wurde Busiasch amtlich zum Kurort erklärt. Als die Mineralwasserquellen in den Besitz der Familie Muschong kamen, begann die Blütezeit des Kurortes.

### Park- und Kuranlage
Es wurde ein Park mit 200 aus Italien gebrachten Platanen angelegt. Durch den Park führte ein 500 m langer überdachter Spazierweg, und es wurden 22 Villen zur Unterbringung der Kurgäste gebaut. Der Park erstreckt sich über eine Fläche von 20 Hektar und hat zahlreiche seltene Baumarten aufzuweisen. Die Anlage ist in türkisch-byzantinischem Stil errichtet und ist einzigartig in Rumänien. Ähnliche Promenaden sind in Europa lediglich in Karlovy Vary und in Baden-Baden anzutreffen.
Im Jahre 1874 wurde in Buziaș das erste Mineralwasser-Freibad Europas eröffnet. 1900 verfügte der Kurort über 5 Tennisplätze und der Park wurde mit 20 aus Palermo gebrachten Palmen bereichert. Da der Kurort einige Kilometer vom Bahnhof entfernt liegt, wurde eine Schmalspurbahn zum Befördern der Kurgäste gebaut. Später wurde hier noch ein Tiergarten mitten im Wald angelegt. Zu den prominentesten Kurgästen Buziașs gehörten unter anderem Kaiser Franz Joseph I. von Österreich, Kronprinz Ferdinand und König Ferdinand I. von Rumänien.
Natürliche Heilfaktoren sind die Luftionisierung und das kohlensäurehaltige Mineralwasser, welches sowohl in der Außenkur in Form von Bäder als auch in der Innenkur Anwendung findet. Die Kuren in Bad Busiasch sind bei folgenden Erkrankungen empfohlen: Herz–Gefäß–Kreislauf-Erkrankungen, Ernährungs- und Metabolismus-Leiden, neuroendokrinologische Störungen, Leiden des zentralen Nervensystems, Nieren- und Harnwegs-Erkrankungen, Leiden der Speiseröhre.

### Die „Kleine Bahn“
Da Buziaș nicht direkt am Bahnhof liegt, wurde von dem damaligen Besitzer des Kur- und Heilbads, Jakob Muschong (1868–1923), eine Schmalspurbahn errichtet. Der Streckenbau begann 1912 und war 1919 abgeschlossen. Muschong setzte für die Beförderung seiner Badegäste zwei Personenwagen und für den Transport von Mineralwasser und Kohlendioxid-Behältern sowie für das Gepäck der Badegäste einen Güterwagen, den sogenannten Päckelwagen, ein.

## Einwohner
| Ethnie    | 1910      | Prozente  |
| --------- | --------- | --------- |
| Rumänen   | 2972      | 41,81 %   |
| Ungarn    | 1109      | 15,54 %   |
| Deutsche  | 2971      | 41,61 %   |
| Roma      | unbekannt | unbekannt |
| Andere    | 89        | 1,24 %    |
| Insgesamt | 7141      | 100 %     |

| Ethnie    | 2004 | Prozente |
| --------- | ---- | -------- |
| Rumänen   | 6674 | 86,5 %   |
| Ungarn    | 364  | 4,7 %    |
| Deutsche  | 358  | 4,6 %    |
| Roma      | 186  | 2,4 %    |
| Andere    | 132  | 1,7 %    |
| Insgesamt | 7714 | 100 %    |

| Ethnie    | 2021 |
| --------- | ---- |
| Rumänen   | 5611 |
| Ungarn    | 126  |
| Deutsche  | 83   |
| Roma      | 295  |
| Andere    | 719  |
| Insgesamt | 6834 |

## Persönlichkeiten
- Fábián Wannenmacher (1882–1967), ungarischer Architekt